# Oxalis hedysaroides
Oxalis hedysaroides, também conhecida como avenca roxa, avenca roxa rubro ou azedinha é uma planta nativa da América do Sul.
Possui folhas que variam de verde claro para marrom avermelhado e pequenas flores amarelas.